# Cementerio judío de Segovia
El cementerio judío de Segovia es un camposanto de aquella ciudad española.

## Descripción
El cementerio se encuentra en la calle de la Cuesta de los Hoyos, cerca del curso del arroyo Clamores. Aparece descrito en el epígrafe que Mariano Sáez y Romero le dedica a aquella vía en Las calles de Segovia (1918) con las siguientes palabras:

El nombre de Cuesta de los Hoyos proviene de las cuevas que hay en este sitio, donde los judíos tenían emplazado su cementerio o campo del osario, algunas de cuyas sepulturas estaban al descubierto. También en estas cuevas vivieron los hebreos cuando fueron expulsados del centro de la Ciudad y perseguidos en el siglo XV. El sabio P. Fita, hace algunos años, hizo descubrimientso y trabajos muy interesantes en este cementerio judío y que publicó en el «Boletín de la Academia de la Historia». Últimamente el meritísimo segoviano D. Ildefonso Rodríguez, en su trabajo «Cementerio judío de Segovia», ha dado a conocer preciosos datos sobre los enterramientos judíos de la Cuesta de los Hoyos, las viviendas y calles donde habitaban los partidarios de esta raza dentro de la población y otros no menos importantes y curiosos. Paralelo a este camino y a la hondonada de la Cuesta, corre poco caudaloso y poco claro el arroyo Clamores, que en las cercanías de San Marcos afluye al Eresma.
(Sáez y Romero, 1918, p. 54)